# 恵須取来知志線
恵須取来知志線（えすとるらいちしせん）は、かつて樺太に存在した樺太庁道であり、恵須取郡恵須取町から鵜城村中心部を経て珍内町来知志を結んでいた。

## 概要
- 総延長 94.3km
- 幅員　全線5.5m

## 経由地
- 恵須取郡恵須取町 - 鵜城村 - 珍内町

## 接続道路
- 本斗安別線